# امن (مجموعه تلویزیونی)
امن (انگلیسی: Safe) یک مینی سریال تلویزیونی محصول سرویس استریمینگ نتفلیکس است که بر اساس نوشته‌ای از رمان‌نویس جنایی هارلن کوبن ساخته شده‌است. فیلم‌برداری این سریال از ژوئیه ۲۰۱۷ در منچستر، لیورپول و چشایر شروع و در تاریخ ۱۰ می ۲۰۱۸ در هشت قسمت و ۱۹۰ کشور از نتفلیکس پخش شد.

## خلاصه داستان
داستان سریال دربارهٔ یک پزشک جراحی به نام تام دیلینی (با بازی مایکل سی هال) است که همسرش را از دست داده و به همراه دو دختر نوجوانش به دل جامعه ای پا می‌گذارند که ورود به آن فقط با عبور از یک دروازه ممکن است، چرا که از این طریق می‌شود رفت‌وآمد مردم به داخل و بیرون را دید و امنیت را تضمین کرد.
با وجود چنین امنیتی روزی یکی از دختران تام گم می‌شود و او با واقعیت‌ها و رازهای تاریک ساکنان آن منطقه مواجه می‌شود.

## بازیگران
- مایکل سی هال در نقش تام دیلینی؛ همسر ریچل، جراح[۱]
- ایمی جیمز-کلی در نقش جنی دیلینی؛ دختر بزرگ تام، دوست دختر کریس
- ایزابل الن در نقش کری دیلینی؛ دختر کوچک‌تر تام
- مارک ورن در نقش پیت میفیلد؛ دکتر و دوست صمیمی تام
- هانا ارترتون در نقش اما کسل؛ کارآگاهی که از شهری بزرگ نقل مکان کرده
- آماندا ابینگتون در نقش سوفی میسون؛ کارآگاه و همکار اما، دوست دختر و همسایه تام
- امت جی. اسکنلون در نقش جاش میسون؛ همسر سابق سوفی
- ایندیا فولر در نقش الن میسون؛ دختر سوفی
- لویی گریترکس در نقش هنری میسون؛ پسر نوجوان سوفی
- فردی تورپ در نقش کریس شاهال؛ پسر زوئی و نیل و دوست پسر ۱۹ساله جنی
- اودره فلورو در نقش زوئی شاهال؛ مادر کریس، معلم فرانسوی متهم به سوءرفتار
- ژاپلین سیبتین در نقش نیل شاهال؛ همسر زوئی
- ایمجن گرنی در نقش تیلی شاهال؛ دختر زوئی و نیل
- ایمی-لی هیکمن در نقش سیا مارشال؛ همکلاسی معتاد جنی
- نایجل لیندزی در نقش جوجو مارشال؛ پدر سیا[۳]
- لیلا رواس در نقش لاورن مارشال؛ مادر سیا
- میلو تومی در نقش آرچی بابی رابرتس؛ صاحب میخانه هون
- هیرو فاینس-تیفین در نقش یوان فولر؛ نوجوان
- کرن برایسان در نقش هلن کراتورن؛ همسایه خانواده دیلینی